# Kenny Aronoff
Kenny Aronoff (Albany, 7 de março de 1953) é um baterista estadunidense que colaborou em um grande número de álbuns de artistas ao longo de sua carreira de mais de 30 anos. A revista Rolling Stone classificou Aronoff em 66.º em sua lista de 2016 dos "100 Maiores Bateristas de Todos os Tempos".

## Carreira
Aronoff se formou na Universidade de Indiana em 1976. Participou então de várias orquestras sinfônicas e depois decidiu se mudar para a Costa Leste dos Estados Unidos onde estudou bateria em Boston e Nova York. Durante este tempo começou a concentrar-se no jazz e no jazz fusion. Em 1980 juntou-se à banda de John Mellencamp, com quem gravou 10 álbuns ao longo de 17 anos. Além de seu trabalho com Mellencamp, ele também é conhecido por seu trabalho com John Fogertye por ter trabalhado na turnê do álbum Adore do The Smashing Pumpkins, depois que o baterista Jimmy Chamberlin foi demitido.
Em 2001 foi membro da primeira edição do Independent Music Awards.
Mais recentemente, Chad Smith entregou oficialmente suas baquetas a Kenny Aronoff para sua substituição no banco do supergrupo Chickenfoot enquanto ele está em turnê com o Red Hot Chili Peppers.

## Discografia
A discografia de Aranoff é extensa, tendo colaborado em mais de 200 álbuns. Artistas notáveis com quem ele trabalhou desde 1980 incluem: John Fogerty, Santana, Alanis Morissette, Hilary Duff, Iggy Pop, Anastacia, Rod Stewart, Meat Loaf, Joe Cocker, Avril Lavigne, Ashlee Simpson, Bon Jovi, Cinderella, Michelle Branch, Mick Jagger, Alice Cooper, Céline Dion, The Rolling Stones, Bob Dylan, B.B. King, Elton John, Lynyrd Skynyrd, Kelly Clarkson, Carlos Goñi, Tony Iommi, Stryper, Manolo García, Joe Satriani entre outros.